# Monumento a María Teresa

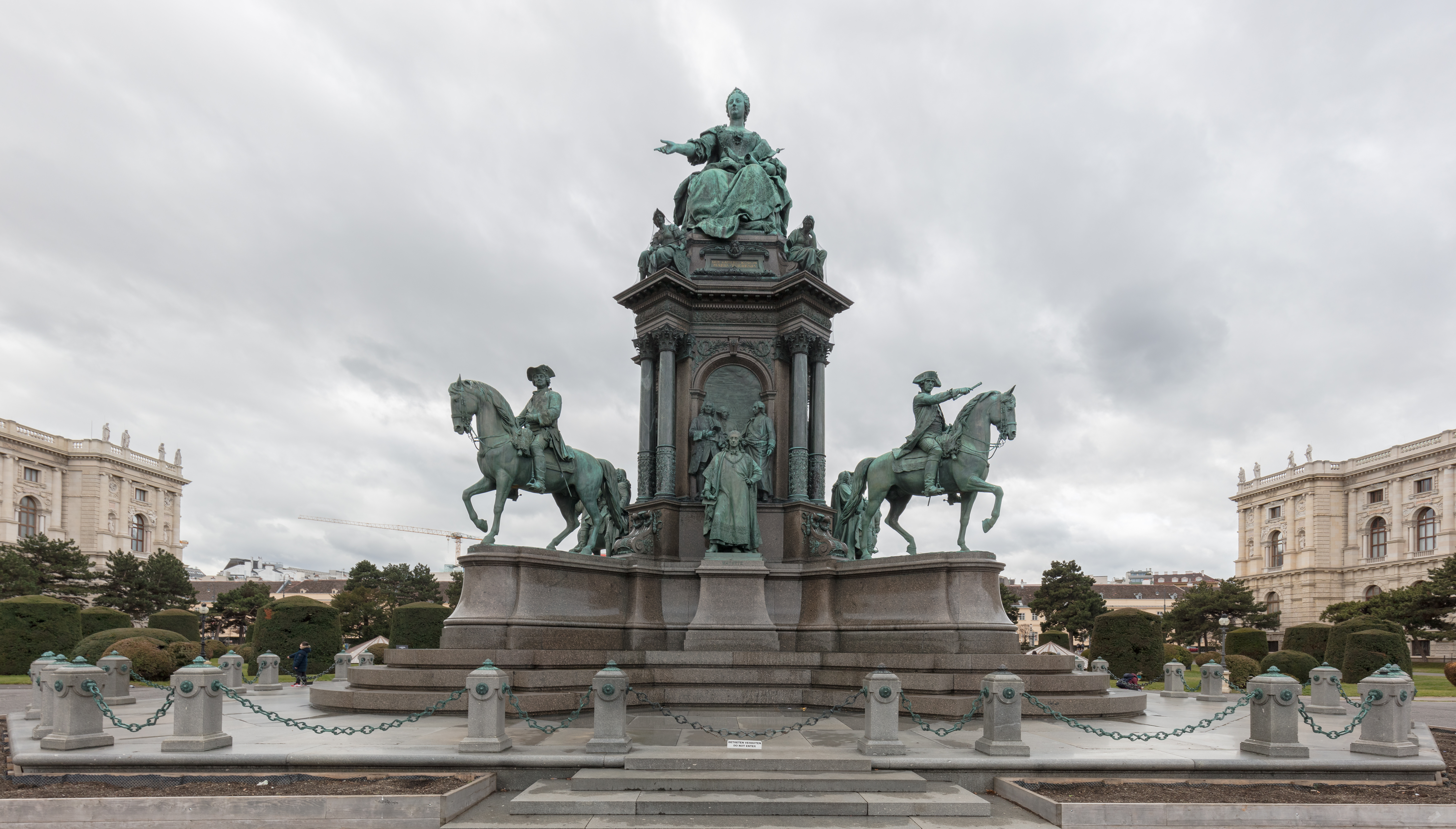
Vista diurna del monumento.

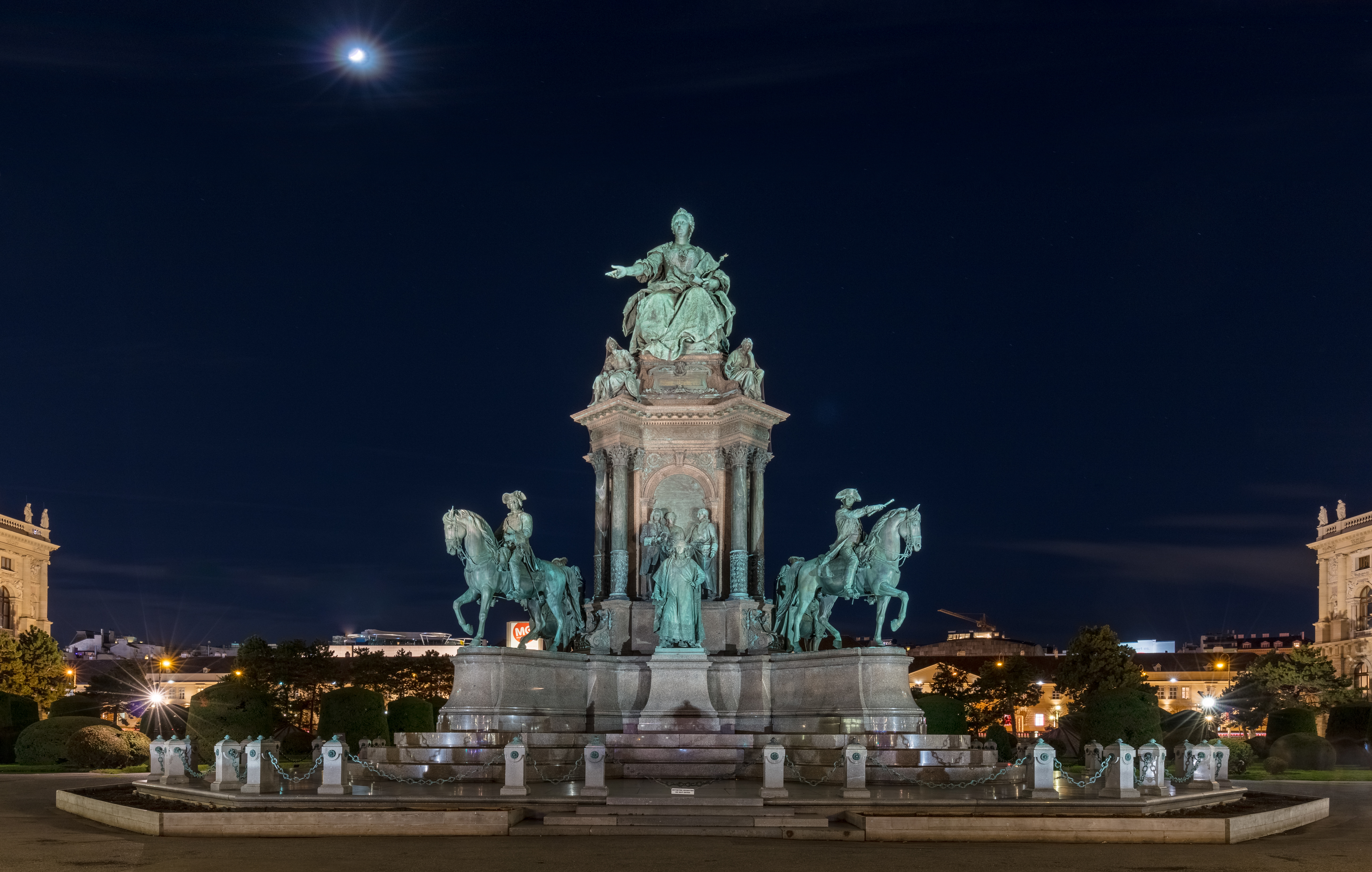
Vista nocturna del monumento.

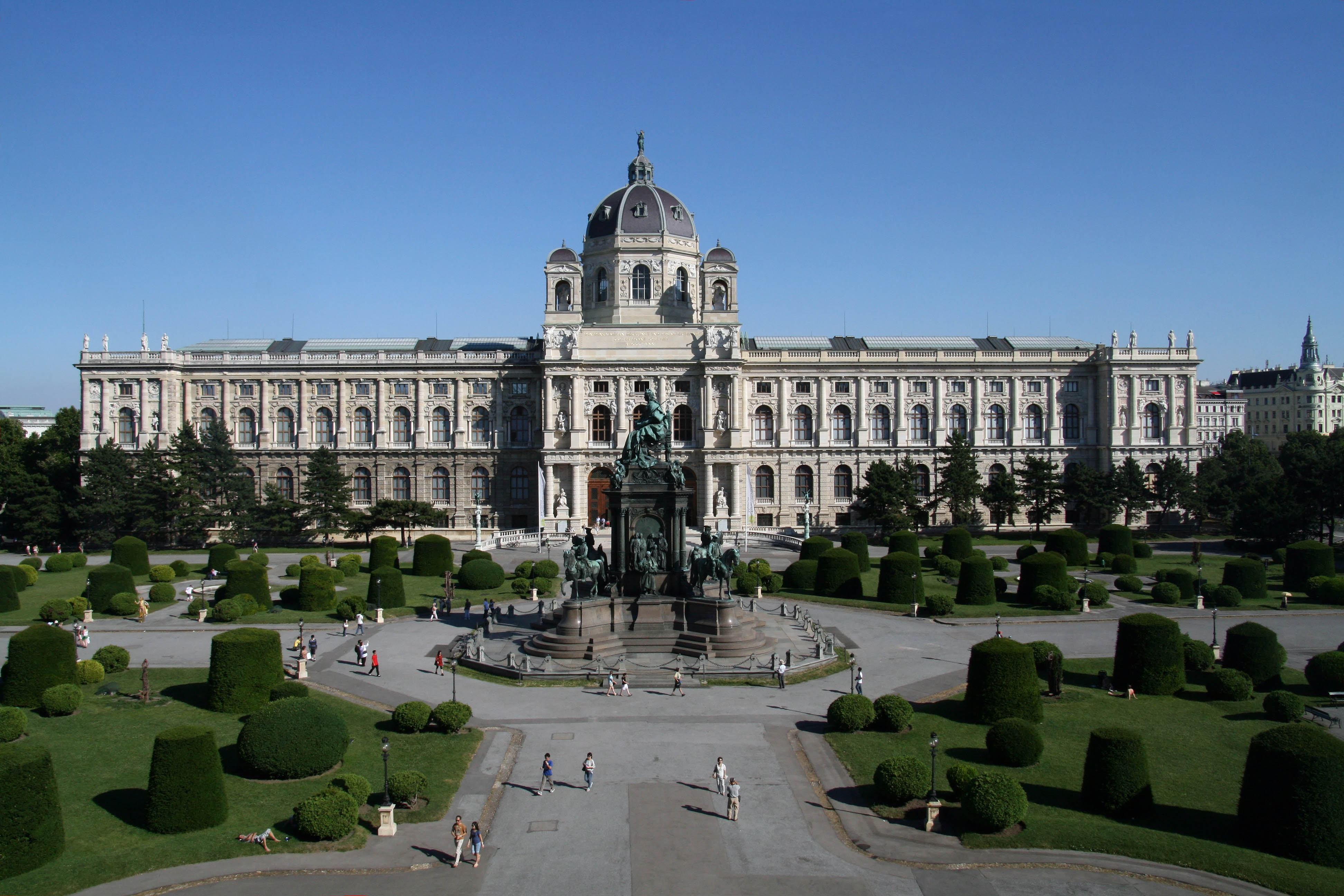
El monumento en la Maria-Theresien-Platz.

El Monumento a María Teresa es el monumento más importante de la monarquía de los Habsburgo en Viena. Conmemora a María Teresa I de Austria, archiduquesa de Austria, esposa y desde 1765 emperatriz viuda del emperador Francisco I. Gobernó la monarquía de los Habsburgo desde 1740 hasta 1780. El monumento se encuentra en Maria-Theresien-Platz en la Ringstraße de Viena desde 1888, entre los museos de la corte de la época, el Museo de Historia del Arte, que se inauguró en 1891, y el Museo de Historia Natural, que se inauguró en 1889, con las caballerizas de la corte de la época, el actual Museumsquartier, como telón de fondo. El conjunto monumental, acompañado de las fuentes Tritón y Náyade, forma parte del Patrimonio de la Humanidad del Centro Histórico de Viena.

## Antecedentes históricos

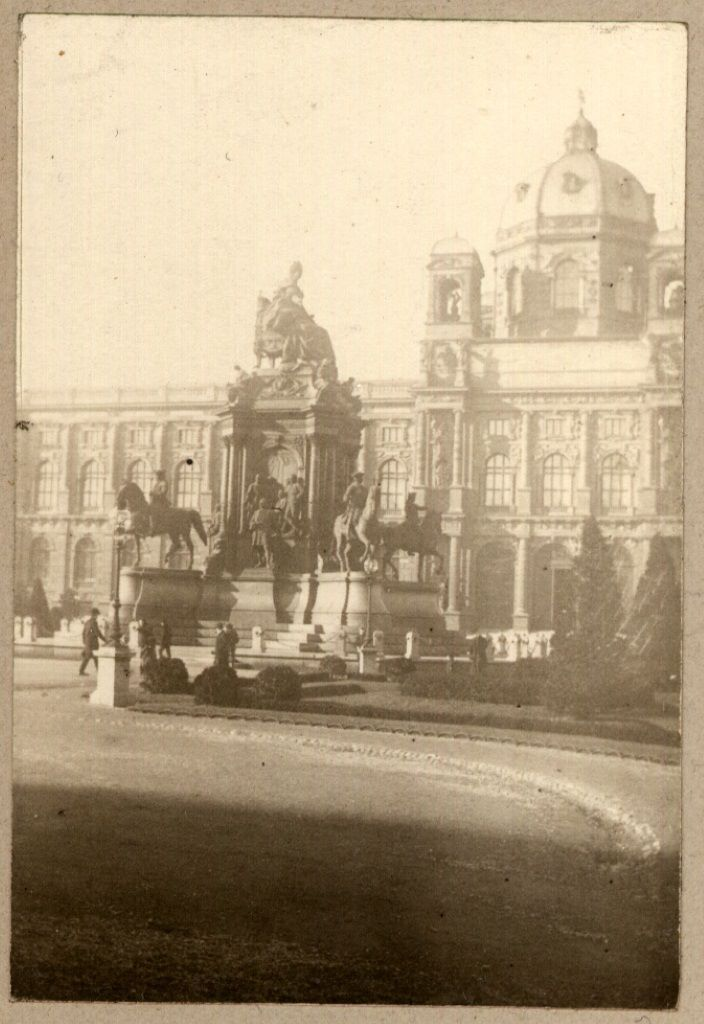
Viena, Monumento a María Teresa; 1913;

El Imperio austríaco había perdido Lombardía y Venecia ante el nuevo Reino de Italia en 1859 y 1866 respectivamente. En 1866, tras la derrota en la Guerra Alemana, que Prusia había desencadenado al violar las reglas de la Confederación Alemana, se vio obligado a abandonar Alemania, que se constituyó en 1871 como el Imperio Alemán bajo un nuevo imperio. En 1867, el emperador Francisco José I tuvo que aceptar la división formal del estado imperial en una mitad cisleitana del imperio, gobernada desde Viena, y una mitad transleitana, gobernada desde Budapest.
Durante la Exposición Universal de Viena de 1873, surgió una crisis económica, el “Gründerkrach”, que devaluó el liberalismo como movimiento político dirigente y dio lugar a nuevos partidos de masas, primero los socialcristianos y más tarde también los socialdemócratas . Además, los movimientos nacionales se hicieron cada vez más notorios en el estado multinacional.
El objetivo era contrarrestar estas tendencias centrífugas, que estaban erosionando el poder monárquico, con llamamientos patrióticos al esplendor y gloria de la monarquía dual. La nueva carretera de circunvalación del casco antiguo de Viena, que había estado en construcción desde 1858 y se inauguró en 1865 (todavía sin terminar), ofreció la oportunidad de hacerlo. Los monumentos a los dos generales más importantes de la monarquía, el príncipe Eugenio y el archiduque Carlos, se erigieron en 1860 y 1865 en Heldenplatz frente al Hofburg, que linda con Maria-Theresien-Platz al otro lado de Ringstraße. Para la Maria-Theresien-Platz, que formaría un foro imperial con la Heldenplatz, tenía sentido erigir un monumento a la madre histórica de la patria. A través de su matrimonio con Franz Stephan von Lothringen y su elección como emperador, había traído el imperio romano-alemán de regreso a Viena y asegurado la existencia continua de la dinastía, ahora como la Casa de Habsburgo-Lorena. Se refirió a una época en la que el desarrollo de la monarquía no dependía de consideraciones políticas partidistas ni nacionales, sino de la sabiduría de los gobernantes. Su prestigio y popularidad deberían irradiar al imperio actual.

## El monumento
En 1874, los tres escultores Johannes Benk, Carl Kundmann y Caspar Zumbusch presentaron diseños para la ejecución de las esculturas. El emperador Francisco José I eligió a Zumbusch, quien trabajó con su alumno Anton Brenek  durante unos 13 años en las esculturas de bronce, que pesaban un total de 44 toneladas. Carl von Hasenauer diseñó la arquitectura del monumento.
Con la base, el monumento cubre un área de 632 m² y es 19,36 m de altura, con la figura sentada de la emperatriz de 6 m de altura en la parte superior. La base y el soporte de la cadena están hechos de granito de Mauthausen de Enghagen en la Alta Austria, el pedestal y la base están hechos de granito de anfíbol marrón de Petersburg-Jeschitz cerca de Pilsen en Bohemia, las columnas están hechas de serpentinita de Val di Vizze, cerca de Vipiteno en la provincia autónoma de Bolzano.
El programa sustantivo para el monumento provino de Alfred von Arneth, director de la Casa Imperial, la Corte y los Archivos Estatales. La propia monarca se sienta en su trono a la cabeza, en su mano izquierda un cetro y la Pragmática Sanción, el tratado estatal y constitucional que le permitió como mujer gobernar en las tierras hereditarias de los Habsburgo y en Hungría, saludando al pueblo con su mano derecha. Cuatro figuras femeninas se sientan en la cornisa alrededor del trono como encarnaciones alegóricas de las virtudes cardinales de la justicia, la fuerza, la dulzura y la sabiduría.
En cada uno de los cuatro lados del zócalo hay un campo de arco con un relieve y frente a él una estatua exenta en un contexto temático:
- Los consejeros de la Emperatriz están representados por Wenzel Anton von Kaunitz-Rietberg como estatua y Johann Christoph von Bartenstein, Gundaker Thomas Graf Starhemberg y Florimond de Mercy-Argenteau en relieve, cuyo fondo muestra la Glorieta en el jardín del Palacio de Schönbrunn .
- La administración la representan Friedrich Wilhelm von Haugwitz (estatua) y (de izqda. a dcha.) Antal Grassalkovich I (en representación del Reino de Hungría), Samuel von Brukenthal (en representación de Transilvania), Paul Joseph von Riegger (científico, experto en derecho constitucional), Joseph von Sonnenfels (reformador administrativo) y Karl Anton von Martini (profesor universitario de derecho constitucional ) en una sala de asesoramiento en el Hofburg.
- Para los militares, José Venceslao de Liechtenstein (estatua) con Franz Moritz von Lacy, András Hadik y Franz Leopold von Nádasdy frente al castillo de Wiener Neustadt, donde se estableció la Academia Militar Theresiana en 1752.
- La ciencia y el arte están representados por el médico Gerard van Swieten (estatua), el numismático Joseph Hilarius Eckhel, el historiador György Pray y los compositores Christoph Willibald Gluck, Joseph Haydn y Wolfgang Amadeus Mozart representado de niño frente a la Antigua Universidad.

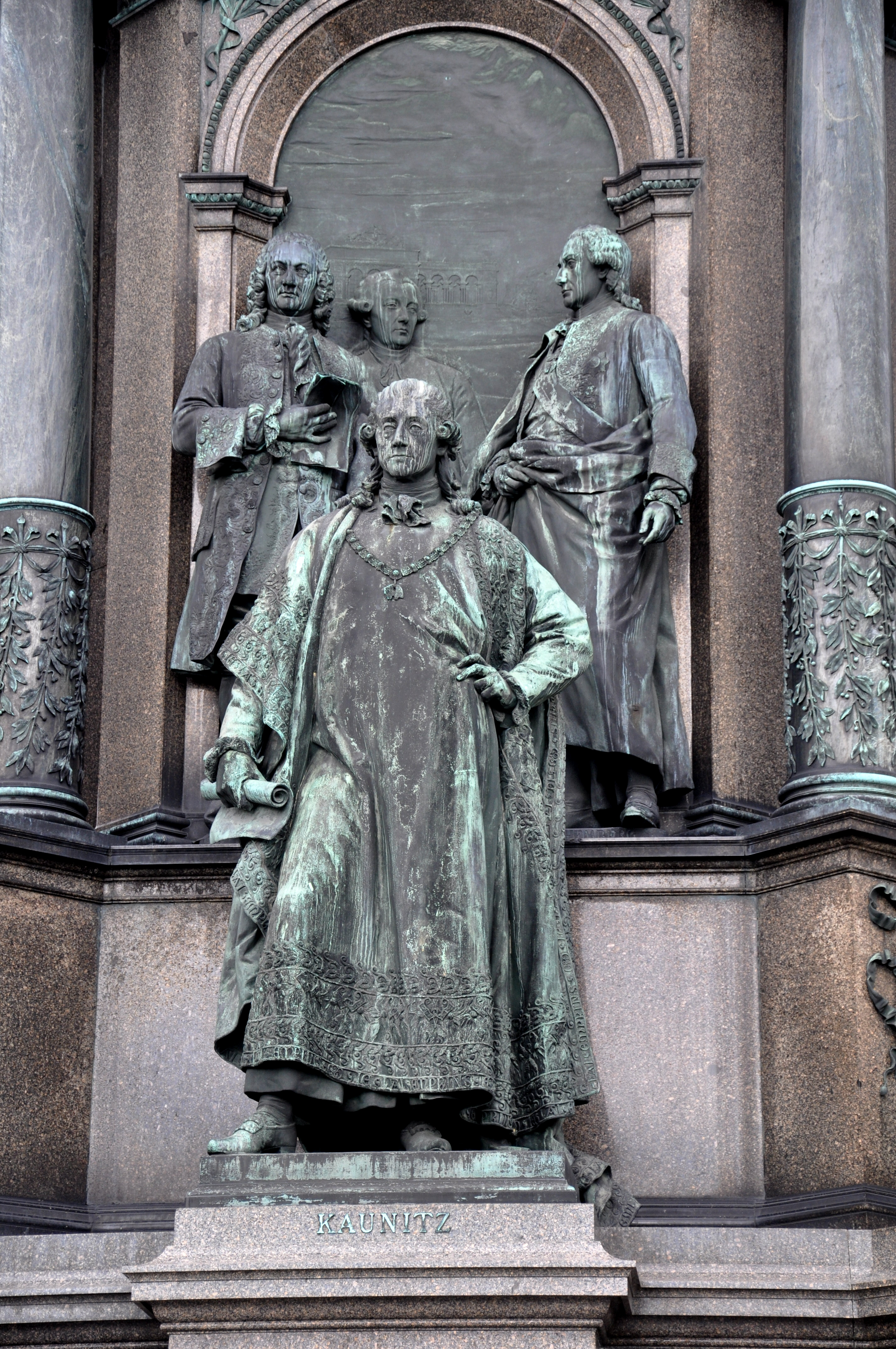
Consejeros.
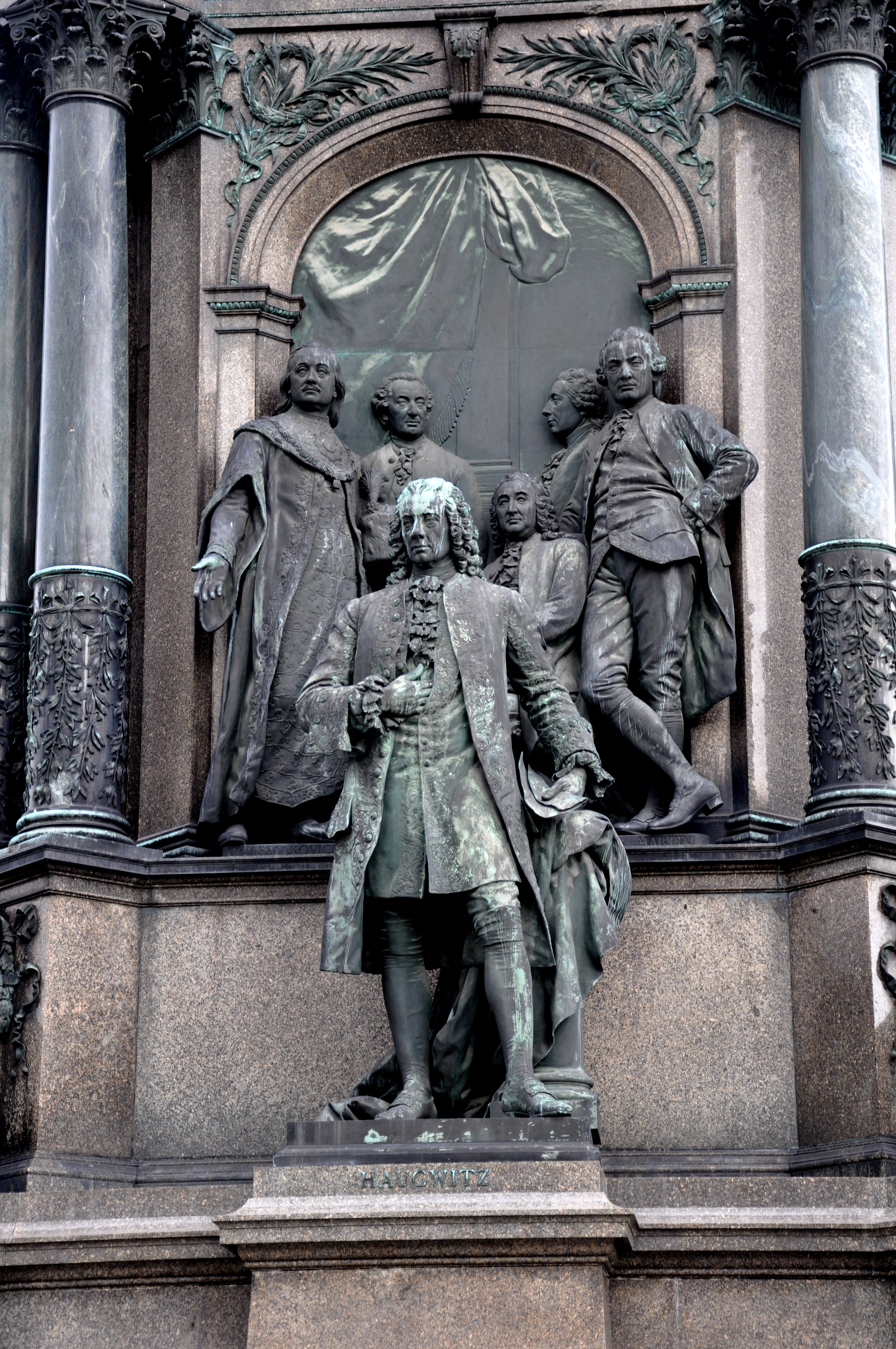
Administración.
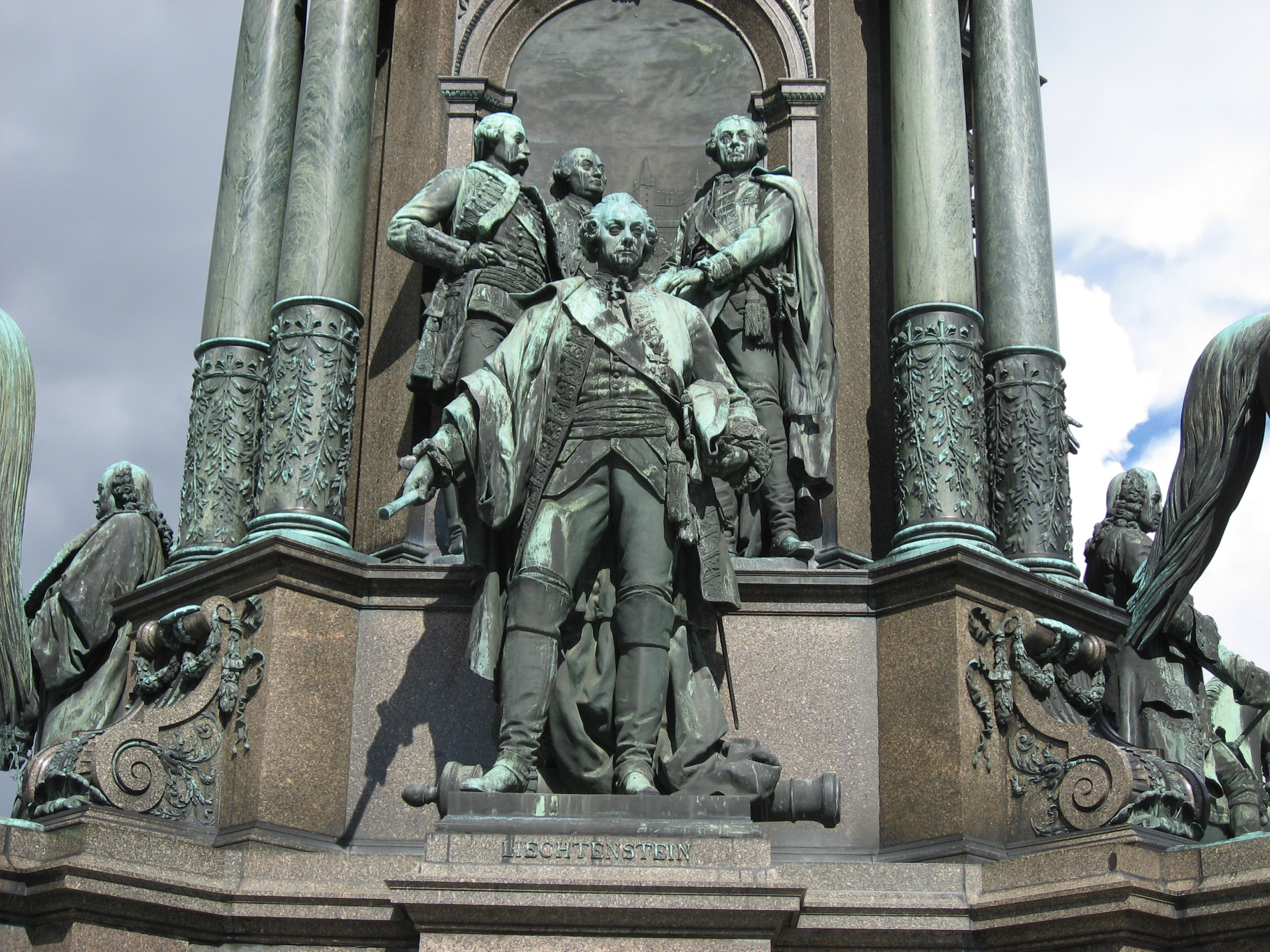
Militar.
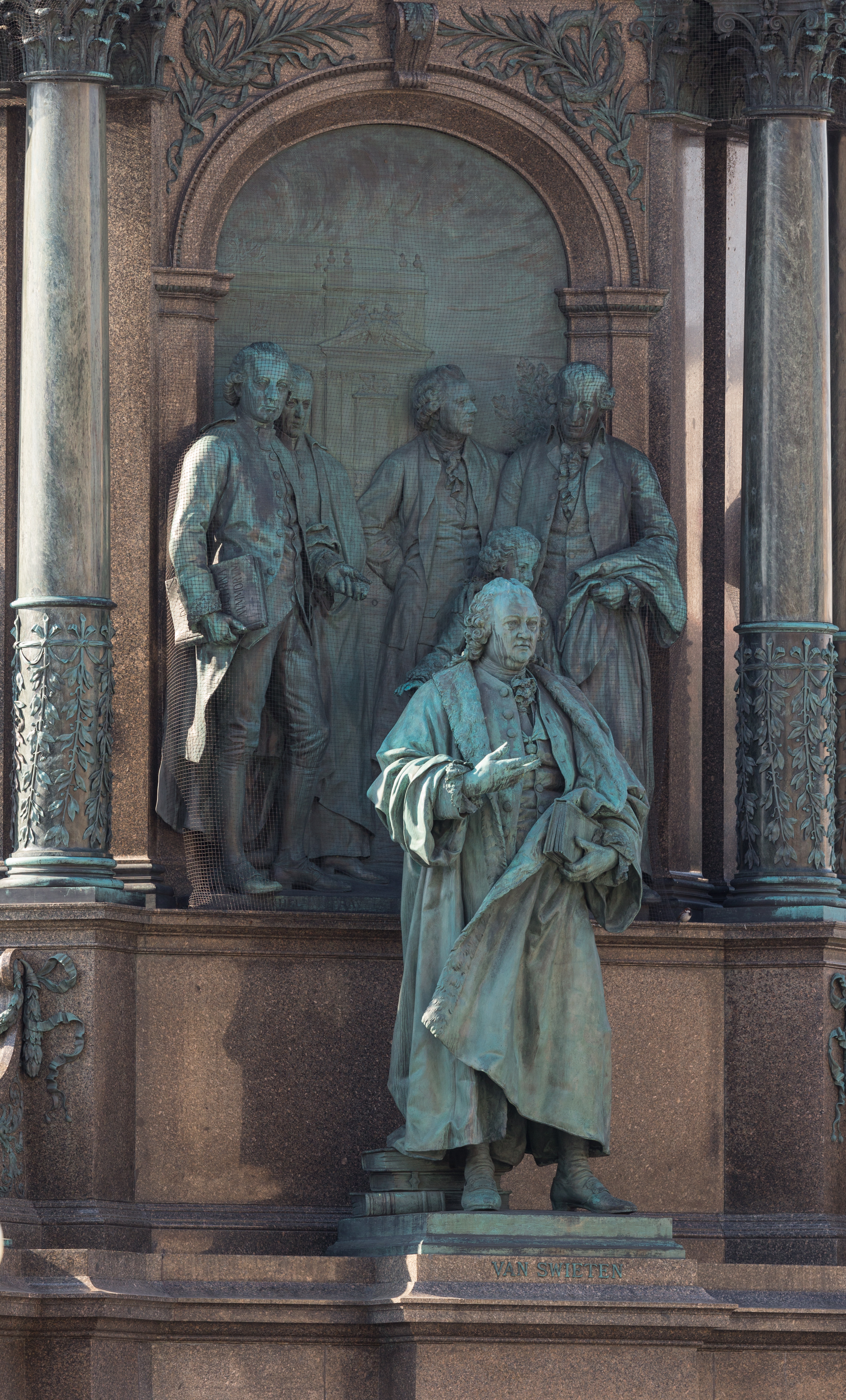
Ciencia y arte.

En los ejes diagonales, las estatuas ecuestres de cuatro generales de la época de María Teresa rodean el monumento: Leopold Joseph von Daun (1705–1766), Ludwig Andreas von Khevenhüller (1683–1744), Ernesto Gedeón von Laudon (1717–1790) y Otto Ferdinand von Abensberg (1677-1748).

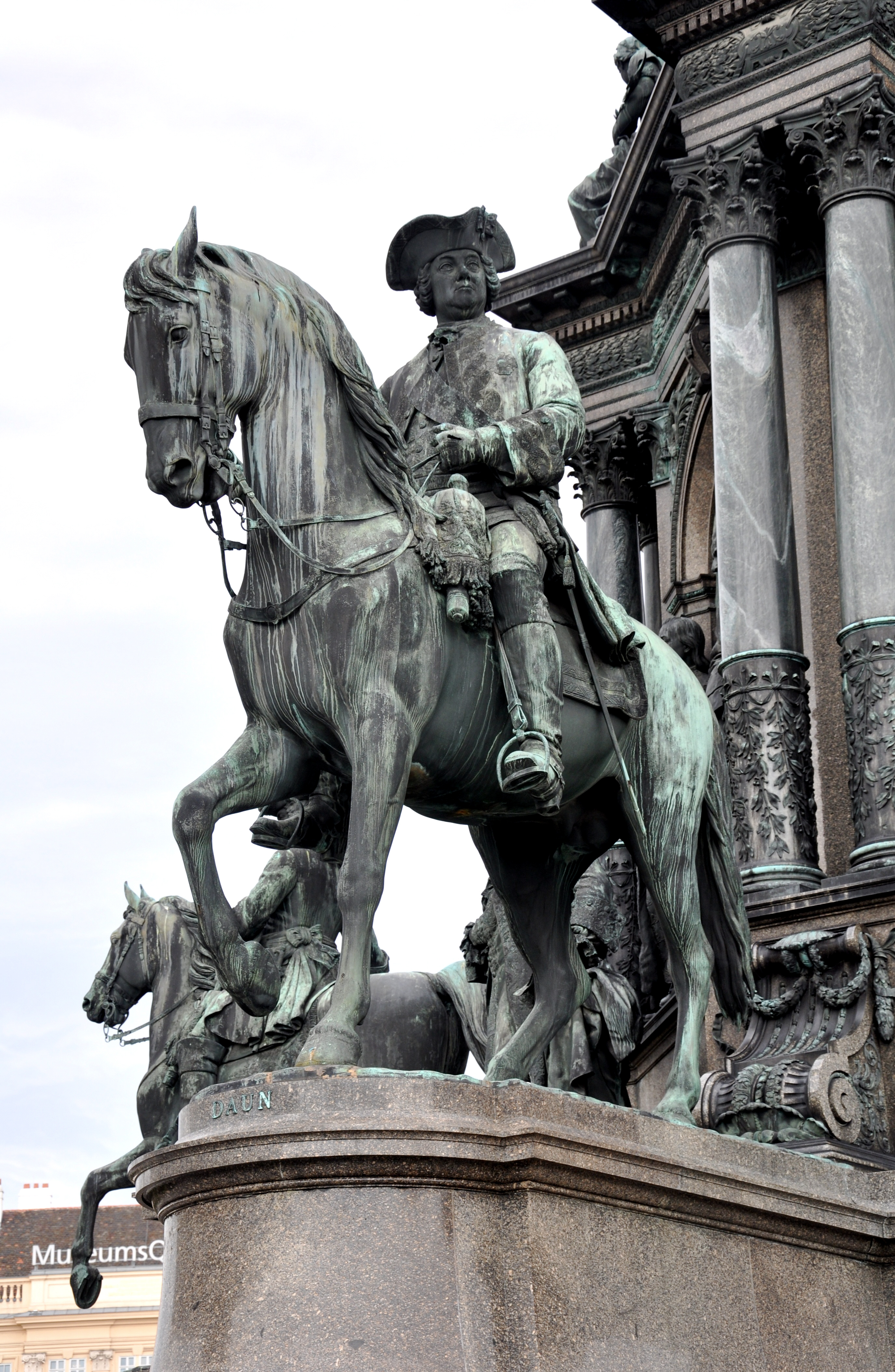
Leopold Joseph von Daun.
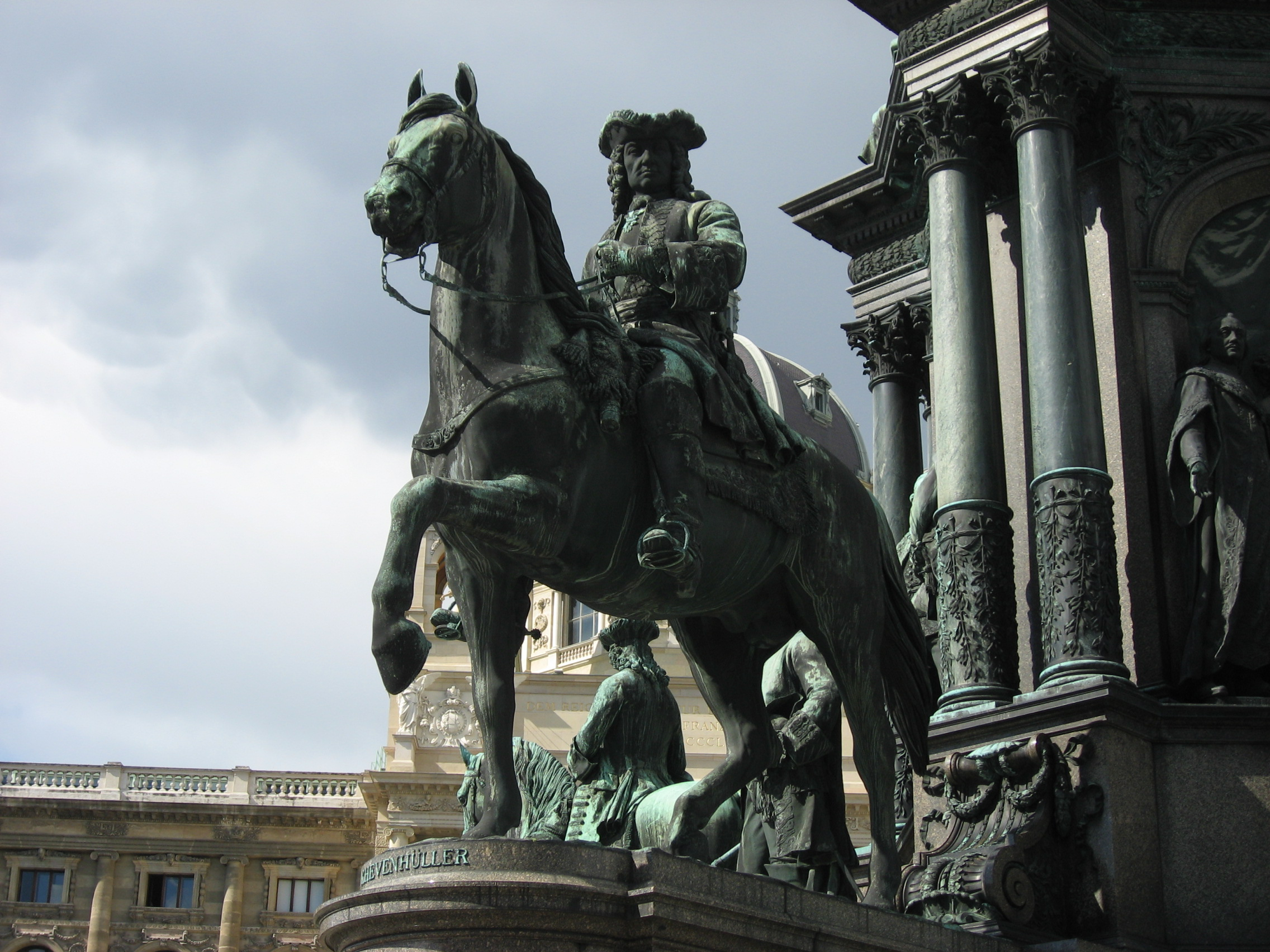
Ludwig Andreas von Khevenhueller.
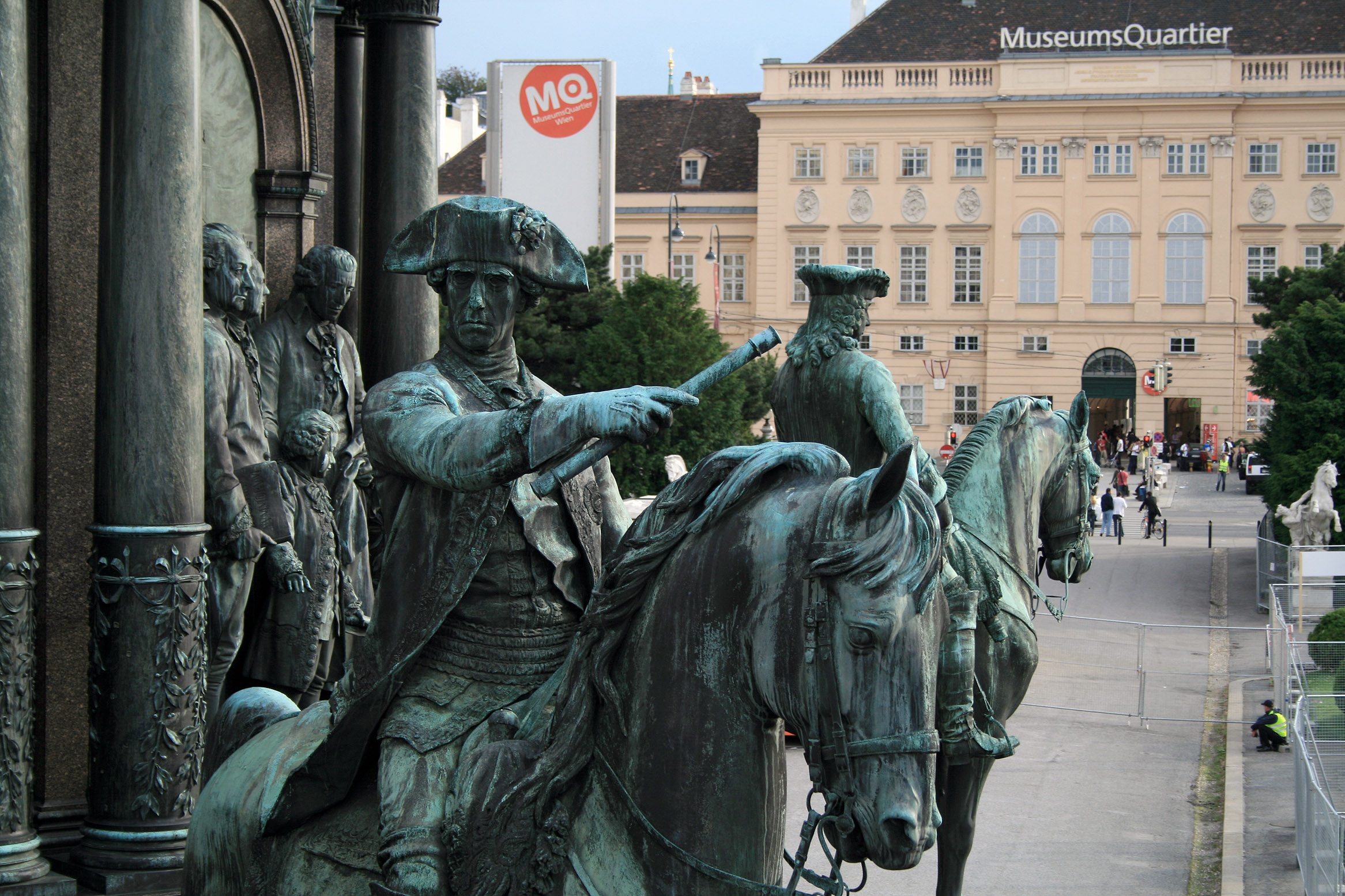
Gideon Ernst von Laudon.
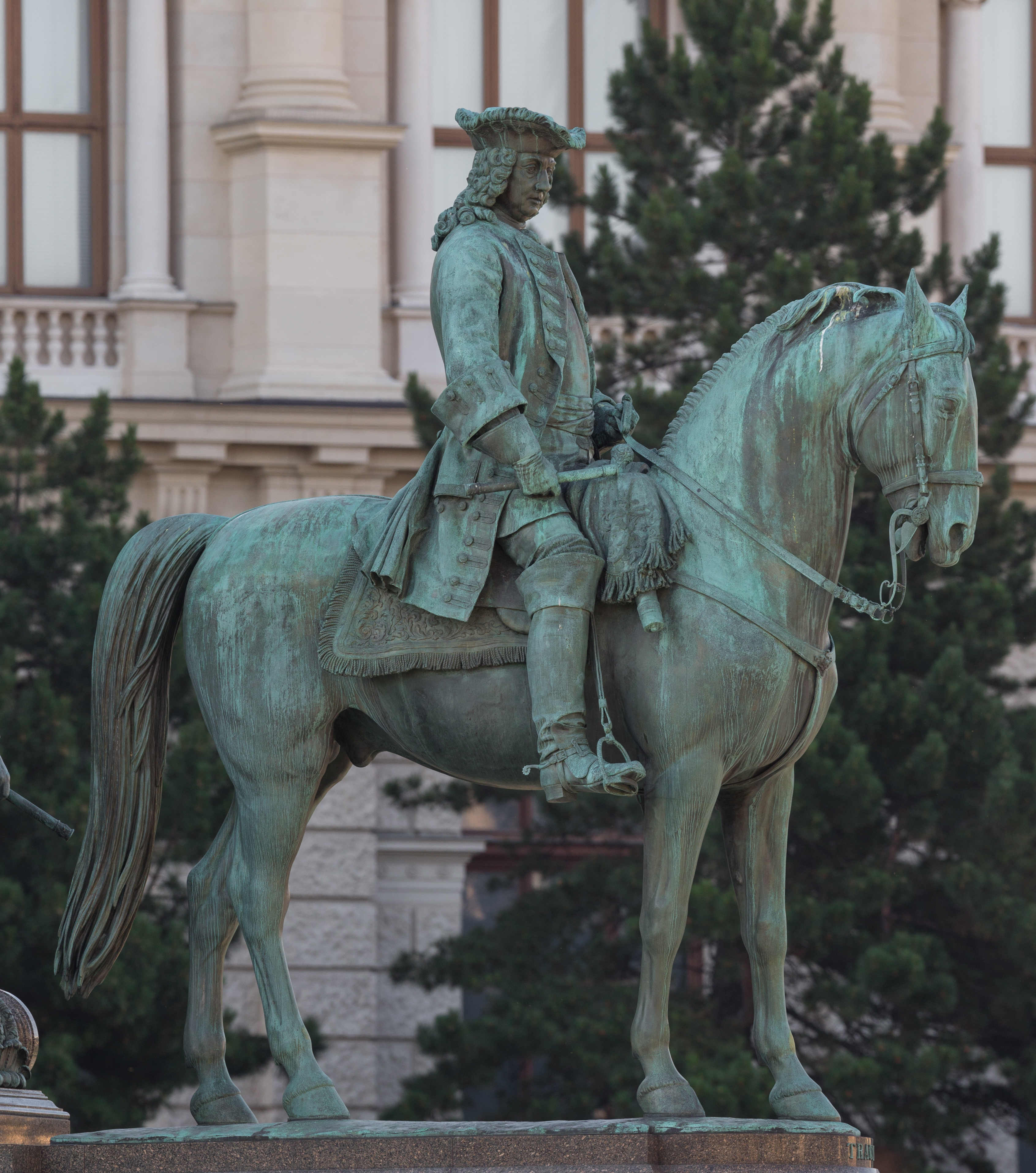
Otto Ferdinand von Abensperg y Traun.

El monumento fue completamente renovado a partir de octubre de 2008. En un primer paso se restauró la base, su revestimiento de granito y la cimentación. En el transcurso de la obra se descubrió una gran bóveda de ladrillo de aprox. 600 m² como estructura de soporte, que es similar a los componentes ya conocidos debajo de las estatuas ecuestres en la Plaza de los Héroes. En una segunda fase que duró hasta finales de 2013 se renovaron las superficies de piedra y metal.

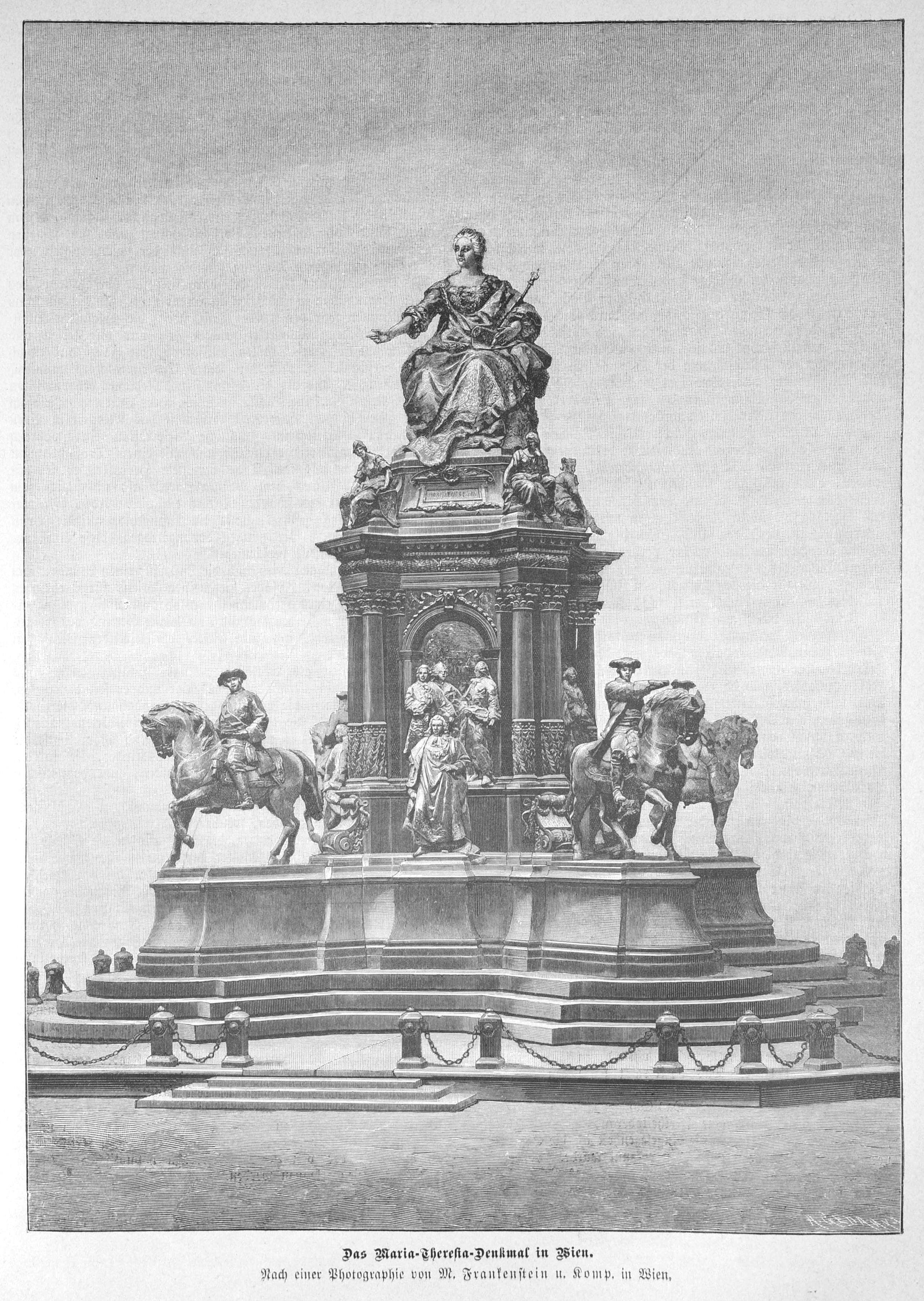
El monumento en 1888.

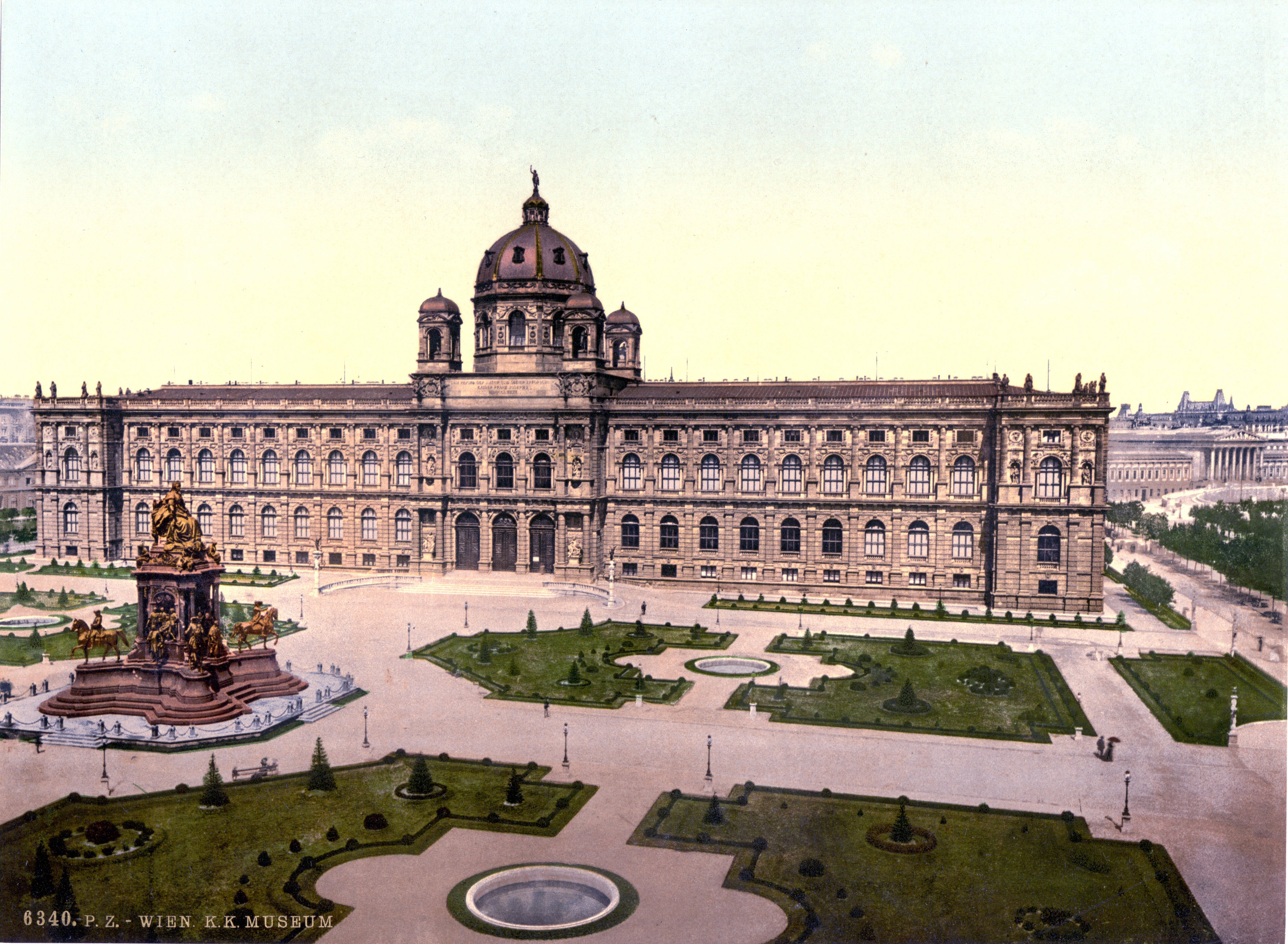
Plaza de María Teresa alrededor de 1900.

Para la inauguración del monumento con motivo del 171. cumpleaños de la emperatriz se celebró el 13 de mayo de 1888 una gran ceremonia. Para ello, se erigió un palco imperial en una marquesina frente al monumento, en el que participó en la ceremonia toda la familia imperial. El arzobispo de Viena, cardenal Cölestin Josef Ganglbauer, celebró un solemne Te Deum con otros 20 obispos, los generales estaban presentes con túnicas blancas con cintas, los militares aseguraron el lugar. Cuando se inauguró el monumento, sonaron todas las campanas de las iglesias de Viena.
La emperatriz Isabel asistió a la ceremonia a la edad de 51 años y escribió un poema al respecto que solo se publicó décadas después. Ella fue bastante crítica con el evento.